# Epidendrum tonduzii
Epidendrum tonduzii là một loài thực vật có hoa trong họ Lan. Loài này được Lank. mô tả khoa học đầu tiên năm 1924.